# 科瓦奇·伊什特万 (摔跤运动员)
科瓦奇·伊什特万（匈牙利語：Kovács István，1950年6月27日—），匈牙利男子摔跤运动员。他曾代表匈牙利参加1972年、1976年和1980年夏季奥林匹克运动会摔跤比赛，获得一枚铜牌。